# Michel Decroix
Michel Decroix (Nukerke, 5 april 1922 - Ronse, 13 augustus 2007) was een Belgisch wegwielrenner en veldrijder. 

## Carrière
In 1950 won hij de Stadsprijs Geraardsbergen. Ook behaalde hij tweemaal brons op het Belgisch kampioenschap veldrijden (1950 en 1951). 

## Privéleven
Decroix overleed in 2007 op 85-jarige leeftijd.